# Torebroma
Torebroma is een vliegengeslacht uit de familie van de roofvliegen (Asilidae).

## Soorten
- T. gymnops Hull, 1957